# Neuer Wind im Alten Land: Beke wirbelt auf
Beke wirbelt auf ist ein deutscher Fernsehfilm von Esther Gronenborn aus dem Jahr 2024. Es handelt sich um den Pilotfilm der ZDF-Reihe Neuer Wind im Alten Land mit Felicitas Woll als Journalistin Beke Rieper in der Hauptrolle. Die deutsche Erstausstrahlung erfolgte am 21. April 2024 im „ZDF-Herzkino“.

## Handlung
Die bekannte Journalistin und Reporterin Beke Rieper kehrt nach zehn Jahren in New York City, nachdem sie bei ihrer Arbeit als Journalistin eine falsche Quelle in einem Skandalartikel benutzt hat und ihre Karriere damit beendet war, und gescheiterter Ehe zurück in ihre alte Heimat Jork bei Stade in Niedersachsen, in ihr Kinderzimmer auf dem Bauernhof ihrer Eltern, um dort wieder Fuß zu fassen. Sie fängt bei der Altländer Tageszeitung an, wo sie bereits vor über 20 Jahren ein Praktikum absolviert hat. Fortan arbeitet sie unter Redaktionsleiter Norbert Heuer, der ihr auch gleich ihre ersten drei Storys mitteilt. Sie soll über die aufgebrochenen Gatter des Milchhofs der Familie Müller berichten, denen dadurch zwölf Kühe entkommen sind. Ihre zweite Story ist, dass die Kinder vom FC Wölfe neue Trikots durch einen neuen Sponsoren erhalten. In ihrem dritten Artikel soll sie vom Blechschaden auf der A26, der kürzesten Autobahn Deutschlands, berichten, bei der eine Frau die Leitplanke gestreift hat. Der Weiterbau der Autobahn steht bereits einige Zeit still. Mehrere Klagen hatten ihre Vollendung verhindert, darunter die von Henning Beckmann, dessen Haus den Weiterbau der Straße blockiert. Beke Rieper sieht insbesondere in der dritten Story ein Potential und will ein Personenporträt von Beckmann veröffentlichten, um seine Geschichte zu erzählen. Dies ist ein besonderes Ärgernis für ihre Schwester Heide, die als Bürgermeisterin die A26 unbedingt weiterbauen will.

## Produktionsnotizen
Die Dreharbeiten für Beke wirbelt auf erstreckten sich zeitgleich mit der nachfolgenden Episode Gestrandet vom 14. September bis zum 13. November 2023. Die Produktion erfolgte durch die Real Film Berlin. Als Schauplätze dienten Jork und Elbmarschen.